# Mike Towell
Mike Towell (Dundee, 12 de setembro de 1991 – Glasgow, 30 de setembro de 2016) foi um pugilista profissional escocês de Dundee, na Escócia.

## Morte
Em 29 de setembro de 2016 Towell lutou contra Dale Evans no hotel Radisson Blu em Glasgow, onde ele sofreu ferimentos na cabeça após ser tecnicamente nocauteado no quinto round da luta programada de 12 rounds. Depois disso, ele foi levado para o Hospital Universitário de Queen Elizabeth, onde foi descoberto que ele tinha hemorragias graves no cérebro, o que levou à sua morte às 23:02 (hora local) de 30 de setembro de 2016.